# Скворкіно
Скво́ркіно (каз. Скворкино) — село у складі Байтерецького району Західноказахстанської області Казахстану. Входить до складу Янайкінського сільського округу.
Населення — 111 осіб (2021; 166 у 2009, 168 у 1999, 195 у 1989).